# Eysines
Eysines  egy francia település Gironde megyében az Aquitania régióban. Lakosainak száma 24 436 fő (2022. január 1.). Lakóit Eysinais-nek és Eysinaises-nek nevezik.

## Története
Eysines régóta létező település. A növénytermesztésben és azon belül a zöldségekben magasodott ki. A 70-es években jelentősen megnőtt a város lélekszáma.

## Adminisztráció
Polgármesterek:
- 1977–2008 Pierre Brana (PS)
- 2008–2020 Christine Bost (PS)

## Demográfia
| Lakosok száma | 8026 | 14 760 | 16 391 | 19 279 | 21 762 | 22 864 | 23 462 | 24 488 | 24 202 | 24 436 |
|               | 1968 | 1982   | 1990   | 2006   | 2013   | 2015   | 2017   | 2019   | 2020   | 2022   |

## Látnivalók
- Saint Martin templom
- La Mairie
- Lescombes kastély

## Testvérvárosok
- Spanyolország Castrillón 1980-tól
- Írország Clonmel 1995-től
- Románia Oneşti 1996-tól
- Olaszország Sonnino 2007-től